# Ída Marín Hermannsdóttir
Ída Marín Hermannsdóttir (* 13. Juli 2002) ist eine isländische Fußballspielerin.

## Karriere

### Verein
Ída begann ihre Karriere 2016 beim isländischen Verein Fylkir Reykjavík. Im Jahr 2020 wechselte sie zum Traditionsklub Valur Reykjavík. Seit 2024 ist sie im Verein FH Hafnarfjörður aktiv.

### Nationalmannschaft
Ída durchlief die isländische Jugendnationalteams U17, U19 und U21. Ihr Debüt für die A-Nationalmannschaft gab sie am 30. November 2021 bei einem Freundschaftsspiel gegen Zypern, als sie für Dagný Brynjarsdóttir eingewechselt wurde.

## Privates
Ída ist die Tochter der ehemaligen Fußballspieler Hermann Hreiðarsson und Ragna Lóa Stefánsdóttir.